# Yerko Águila
Yerko Mauricio Águila Bastías (Santiago, Chile, 31 de mayo de 1996) es un futbolista profesional chileno que se desempeña como Defensa y actualmente juega en San Luis de la Primera B de Chile.

## Clubes
| Club            | País  | Año       |
| --------------- | ----- | --------- |
| Unión Temuco    | Chile | 2014      |
| Deportes Temuco | Chile | 2014-2022 |
| Cobreloa        | Chile | 2023-2024 |
| San Luis        | Chile | 2025-Act. |

## Palmarés

### Campeonatos nacionales
| Título    | Equipo          | País  | Año     |
| --------- | --------------- | ----- | ------- |
| Primera B | Deportes Temuco | Chile | 2015-16 |
| Primera B | Cobreloa        | Chile | 2023    |